# Saxifraga × hardingii
Saxifraga x hardingii es una planta herbácea de la familia de las saxifragáceas.
Es un híbrido compuesto por las especies Saxifraga aretioides, Saxifraga burseriana y Saxifraga media.

## Taxonomía
Saxifraga x grata fue descrita por Horný, Soják & Webr y publicado en Skalniky 1974: 27 1974.
Etimología
Saxifraga: nombre genérico que viene del latín saxum, ("piedra") y frangere, ("romper, quebrar"). Estas plantas se llaman así por su capacidad, según los antiguos, de romper las piedras con sus fuertes raíces. Así lo afirmaba Plinio, por ejemplo.
hardingii: epíteto
Cultivares
- Saxifraga x hardingii 'Benvenuto Cellini'
- Saxifraga x hardingii 'Buster'
- Saxifraga x hardingii 'Cyril Mortimor Prichard'
- Saxifraga x hardingii 'Iris Prichard'
- Saxifraga x hardingii 'Lorenzo Ghiberti'
- Saxifraga x hardingii 'C M Prichard'